# Serica catalina
Serica catalina är en skalbaggsart som beskrevs av Dawson 1947. Serica catalina ingår i släktet Serica och familjen Melolonthidae. Inga underarter finns listade i Catalogue of Life.